# Parassitoide

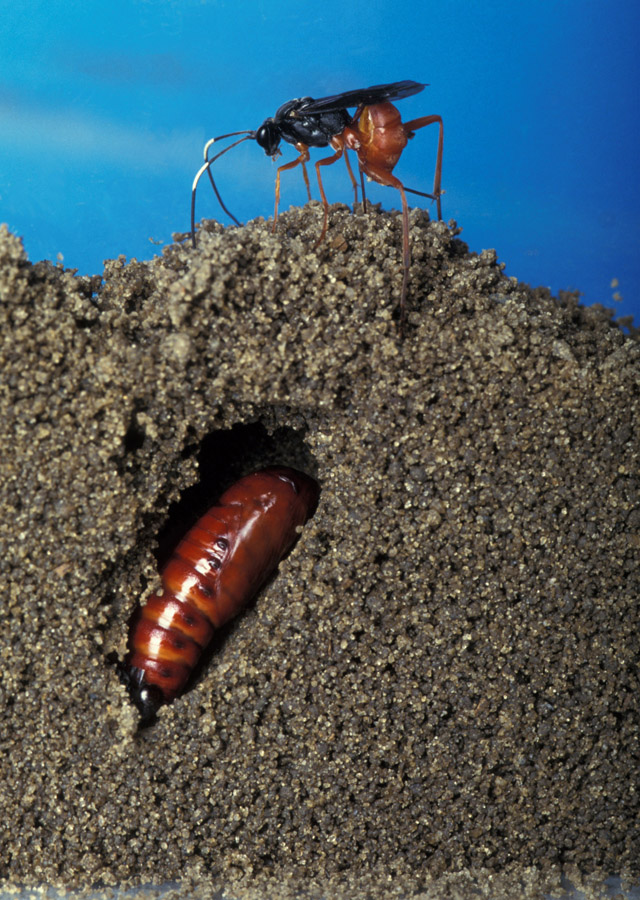
Una femmina di un Icneumonide sta deponendo l'uovo nel tunnel che protegge la crisalide di un Lepidottero

Il parassitoide, o parassita protelico, è un organismo vivente che instaura con un altro individuo tassonomicamente affine, detto ospite, un rapporto trofico analogo al parassitismo, da cui però si differenzia per alcune peculiarità che lo avvicinano al rapporto di predazione.

## Ambiti del parassitoidismo
Il concetto di parassitoide è teoricamente estensibile all'intero ambito degli organismi viventi, tuttavia per la sua frequenza e per l'alto grado di caratterizzazione si applica in campo entomologico: nel parassitismo propriamente detto si possono riscontrare particolari adattamenti affini a quelli del parassitoidismo, ma nel complesso l'interazione tra i due organismi si riconduce ad un rapporto di simbiosi parassitica. Al contrario, il parassitoidismo vero e proprio presenta simultaneamente diverse peculiarità che lo differenziano dalla simbiosi parassitica avvicinandolo al rapporto di predazione.
I parassitoidi e i loro ospiti si riscontrano in generale nell'ambito degli Insetti, pertanto nell'accezione comune del termine, il parassitoide s'identifica in un insetto entomofago che occupa nicchie ecologiche altamente specifiche.

## Paragone fra parassitismo e parassitoidismo
La principale differenza tra un parassitoide e un parassita propriamente detto consiste nell'evoluzione del rapporto trofico. Il parassitismo s'identifica in una forma particolare di simbiosi in cui uno solo degli organismi trae vantaggio; il parassita infatti sfrutta funzioni vitali dell'ospite sottraendogli risorse e, per questo, danneggiandolo, ma senza provocarne la morte. Il parassitoide instaura con l'ospite un rapporto trofico del tutto indipendente dalla fisiologia dell'ospite, nutrendosi indifferentemente dei suoi tessuti. Questo rapporto ha analogie con la predazione e si esaurisce di fatto con la morte della vittima, quasi sempre prima che questa abbia raggiunto il completo sviluppo.
Una seconda caratteristica è l'affinità tra parassitoide e ospite. Nel parassitismo propriamente detto non c'è necessariamente affinità filogenetica e il rapporto trofico s'instaura anche fra organismi che occupano posizioni remote nell'albero filogenetico (es. organismi appartenenti a differenti regni, phyla, divisioni). Nel parassitoidismo la relazione filogenetica fra ospite e parassitoide è a livello di classe, ma non sono rari casi di relazioni più strette, a livello di ordine o di famiglia, fino al caso estremo dell'autoparassitismo, in cui ospite e parassitoide appartengono alla stessa specie. Anche in questo caso si può riscontrare un'analogia con il cannibalismo, comportamento che si verifica all'interno di rapporti di predazione.
L'affinità filogenetica tra parassitoide e ospite presenta un altro caso estremo, riscontrabile fra gli Imenotteri, nel quale parassitoide e ospite occupano la stessa nicchia ecologica con una differente evoluzione in senso etologico. È il caso di diversi parassitoidi Calcidoidi, le cui larve si sviluppano nutrendosi indifferentemente a spese di Imenotteri galligeni (Cinipidi in genere) o dei tessuti vegetali della galla provocata dall'ospite.
In merito alla morfologia va rilevato che parassitoide e ospite sono affini anche nelle dimensioni del corpo. A differenza del parassita, il parassitoide ha un corpo relativamente grande, arrivando talvolta ad avere quasi le stesse dimensioni dell'ospite.
In merito al ciclo di sviluppo, il parassitoidismo si svolge in uno stadio giovanile, mentre l'adulto occupa una nicchia ecologica differente. Ciò presuppone un grado di specializzazione morfologica, fisiologica ed etologica così elevato che il parassitoidismo si riscontra solo nel caso di insetti a sviluppo postembrionale caratterizzato da una metamorfosi spinta (Olometaboli), con uno stadio intermedio quiescente (pupa) nel corso del quale si attuano le profonde modificazioni morfologiche e anatomiche che preludono allo sfarfallamento dell'adulto. Per quanto concerne l'ospite, questo s'identifica, sempre, nello stadio giovanile di un olometabolo (larva e pupa) e, in generale, negli stadi giovanili degli emimetaboli.
Un altro elemento che avvicina il rapporto del parassitoidismo a quello della predazione è la dinamica di popolazione. Le popolazioni dei parassitoidi si evolvono infatti secondo schemi assimilabili ai modelli matematici di Lotka-Volterra, differenziando nettamente la dinamica di popolazione di un parassitoide da quella di un parassita vero e proprio.

## Paragone fra predazione e parassitoidismo
Nonostante le analogie, il parassitoidismo si differenzia nettamente dalla predazione, in particolare negli aspetti che avvicinano il parassitoidismo al parassitismo vero e proprio.
A differenza del predatore, il parassitoide è privo di vita autonoma, ha una struttura morfologica e anatomica semplificata, specie nelle forme endofaghe, compie il suo ciclo di sviluppo a spese di un solo organismo ospite, è privo di organi di locomozione.

## Posizione sistematica dei parassitoidi
Le specie che contemplano forme larvali parassitoidi si riscontrano negli ordini dei Ditteri e degli Imenotteri. Trattandosi di ordini evoluti, è presumibile che il parassitoidismo sia un adattamento evolutivo che si è sviluppato parallelamente in due ordini differenti.
Nei Ditteri i parassitoidi compaiono principalmente nella famiglia dei Tachinidi, nota anche con il sinonimo di Larvevoridae. Negli Imenotteri sono diffusi nella sezione Terebrantia, raggruppamento parafiletico noto anche con il nome Parasitica proprio per la notevole frequenza di forme parassitoidi. Fra i Terebrantia più importanti si citano le superfamiglie dei Chalcidoidea e degli Ichneumonoidea, che comprendono un elevato numero di casi di parassitoidismo largamente sfruttati nella lotta biologica.

## Differenziazioni del parassitoidismo
Il parassitoidismo si manifesta con diverse modalità.

### Ectofagia ed endofagia
In merito al modo in cui il parassitoide instaura il rapporto trofico con l'ospite si distingue tra parassitoidi ectofagi o ectoparassiti e parassitoidi endofagi o endoparassiti.
Gli endoparassiti si sviluppano all'interno del corpo dell'ospite, con il quale instaurano uno stretto rapporto anatomo-fisiologico e in generale presentano un notevole grado di semplificazione morfologica associato ad un elevato grado di specializzazione. Questa specializzazione si tramuta nell'associazione stretta del parassitoide ad una determinata specie o a un gruppo sistematico più ampio ma sostanzialmente omogeneo al suo interno. Nell'endofagia si possono evolvere meccanismi fisiologici complessi che permettono al parassitoide di eludere le difese immunitarie dell'ospite, come si riscontra ad esempio nei Braconidi, nei quali sono stati riscontrati meccanismi di elusione basati su virus latenti, incorporati nel genoma del parassitoide, che impediscono alle difese dell'ospite di riconoscere la presenza di un corpo estraneo al suo interno.
Gli ectoparassiti si sviluppano all'esterno del corpo dell'ospite, spesso paralizzato dall'immissione di tossine da parte della femmina all'atto dell'ovideposizione. L'ectofagia è spesso, ma non necessariamente, associata alla polifagia e, soprattutto, a forme di parassitismo secondario o terziario (iperparassitismo). Un particolare tipo di ectoparassitismo si può riscontrare quando l'ospite è un Dittero Brachicero Ciclorrafo: l'ectoparassita completa lo sviluppo come ectofago a spese della pupa dell'ospite, ma all'interno del pupario, che in realtà non è altro che un involucro protettivo della pupa. In questo caso si parla di pseudoendoparassitismo.
Casi particolari si riscontrano quando il parassitoide modifica il comportamento, nel corso del suo sviluppo, passando dall'ectofagia all'endofagia o viceversa. In questi casi il parassitoide è detto ecto-endoparassita oppure endo-ectoparassita, secondo l'ordine di successione del comportamento.

### Iperparassitismo
Nelle catene alimentari un parassita o un parassitoide possono occupare posizioni differenti, distinguendo fra parassitismo primario, secondario, terziario. La presenza di un parassitismo di ordine superiore è un evento piuttosto raro in quanto il rendimento del flusso energetico negli ecosistemi di norma sostiene 3-5 livelli trofici.
Il parassita primario è un organismo eterotrofo che ha un rapporto trofico con un produttore o un consumatore predatore (comprendendo in questa categoria anche gli erbivori e i fitofagi). I parassiti di ordine superiore, detti anche iperparassiti, hanno invece rapporti trofici con altri parassiti o parassitoidi.
Fra i parassitoidi l'iperparassitismo è spesso facoltativo e si associa all'ectofagia e alla polifagia, per cui di norma le specie che manifestano questo comportamento sono parassitoidi ectofagi primari, ma all'occorrenza si comportano come iperparassiti sviluppandosi su altri parassitoidi che hanno attaccato l'ospite primario. Comportamenti di questo tipo si riscontrano, ad esempio, con una certa frequenza nell'Eupelmus urozonus (Imenottero Calcidoide), il quale attacca indifferentemente la larva della mosca delle olive o eventuali parassitoidi (Pnigalio mediterraneus, Eurytoma martellii, Opius concolor).
Non mancano, infine, casi di iperparassitismo associati all'autoparassitismo, spesso dovuti ad una differenziazione su base etologica (ed eventualmente morfologica) fra le larve dei due sessi (arrenoparassitismo ipertrofico). Comportamenti di questo tipo si riscontrano, ad esempio, in diversi generi di Imenotteri Afelinidi.

### Polifagia
In base al grado di specializzazione del rapporto trofico, i parassitoidi possono essere monofagi, oligofagi, polifagi. Ai fini pratici, di notevole importanza sono i parassitoidi monofagi e oligofagi, che per la loro specificità offrono la possibilità di un impiego diretto nella lotta biologica.
Più complesso è invece l'eventuale impiego dei polifagi. Questi ultimi hanno in generale un potenziale biologico più elevato grazie alla possibilità di acclimatarsi nell'ambiente su diversi ospiti di sostituzione, compiendo anche diverse generazioni l'anno. La polifagia offre anche la possibilità di scegliere soluzioni ottimali per l'allevamento in insettario o in biofabbrica, che potrebbe essere invece problematica per i parassitoidi monofagi. D'altra parte la polifagia rende più difficile il controllo di un determinato fitofago negli agrosistemi sostenibili in quanto il polifago può deviare la sua attività su ospiti di minore importanza oppure può interferire, con l'iperparassitismo, con l'attività di altri parassitoidi.
In agrosistemi particolari i polifagi hanno invece ottime potenzialità, come avviene ad esempio nel loro impiego nelle colture protette, dove il grado di biodiversità è così basso da costringere il polifago ad una monofagia obbligata.

### Superparassitismo

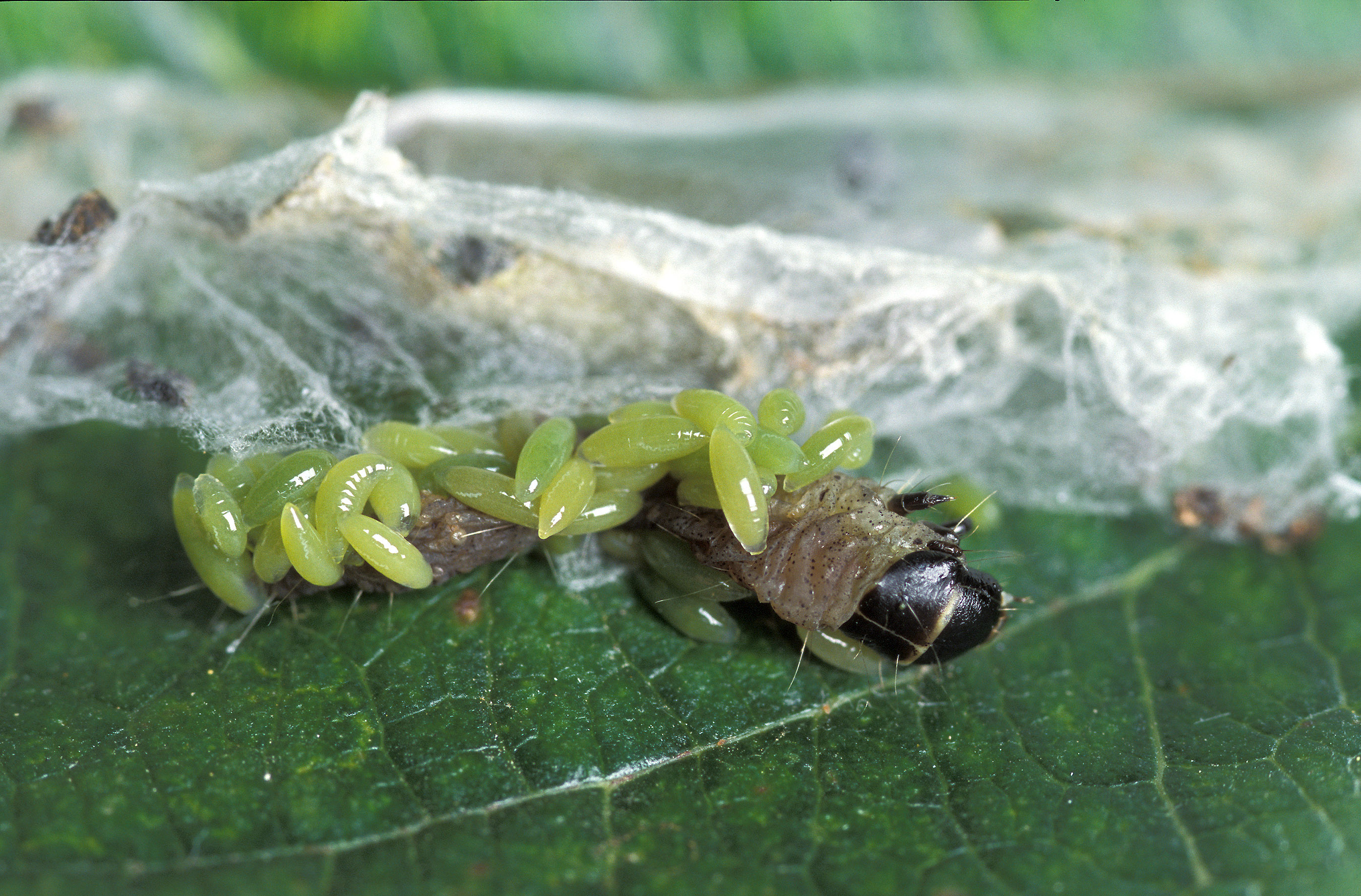
Larve gregarie di Colpoclypeus florus su un bruco di Lepidottero ricamatore

Il superparassitismo è una forma di multiparassitismo ed è un fenomeno tipico fra i Ditteri Tachinidi e si riscontra frequentemente anche fra gli Imenotteri parassitoidi. Il rapporto trofico coinvolge più larve dello stesso parassitoide che si sviluppano simultaneamente a spese dello stesso individuo ospite. In questi casi i parassitoidi sono detti gregari, per distinguerli da quelli solitari.
Il numero di parassitoidi che possono attaccare un solo ospite è indefinito e varia da pochi individui fino ad arrivare a migliaia in casi di poliembrionia. La presenza di un numero elevato di parassitoidi, quando trattasi di rapporti di endofagia, causa malformazioni o apparente crescita abnorme dell'ospite.
Il superparassitismo sfocia spesso in una vera e propria competizione intraspecifica, causando una certa mortalità fra le larve dei parassitoidi.